# 湿化学

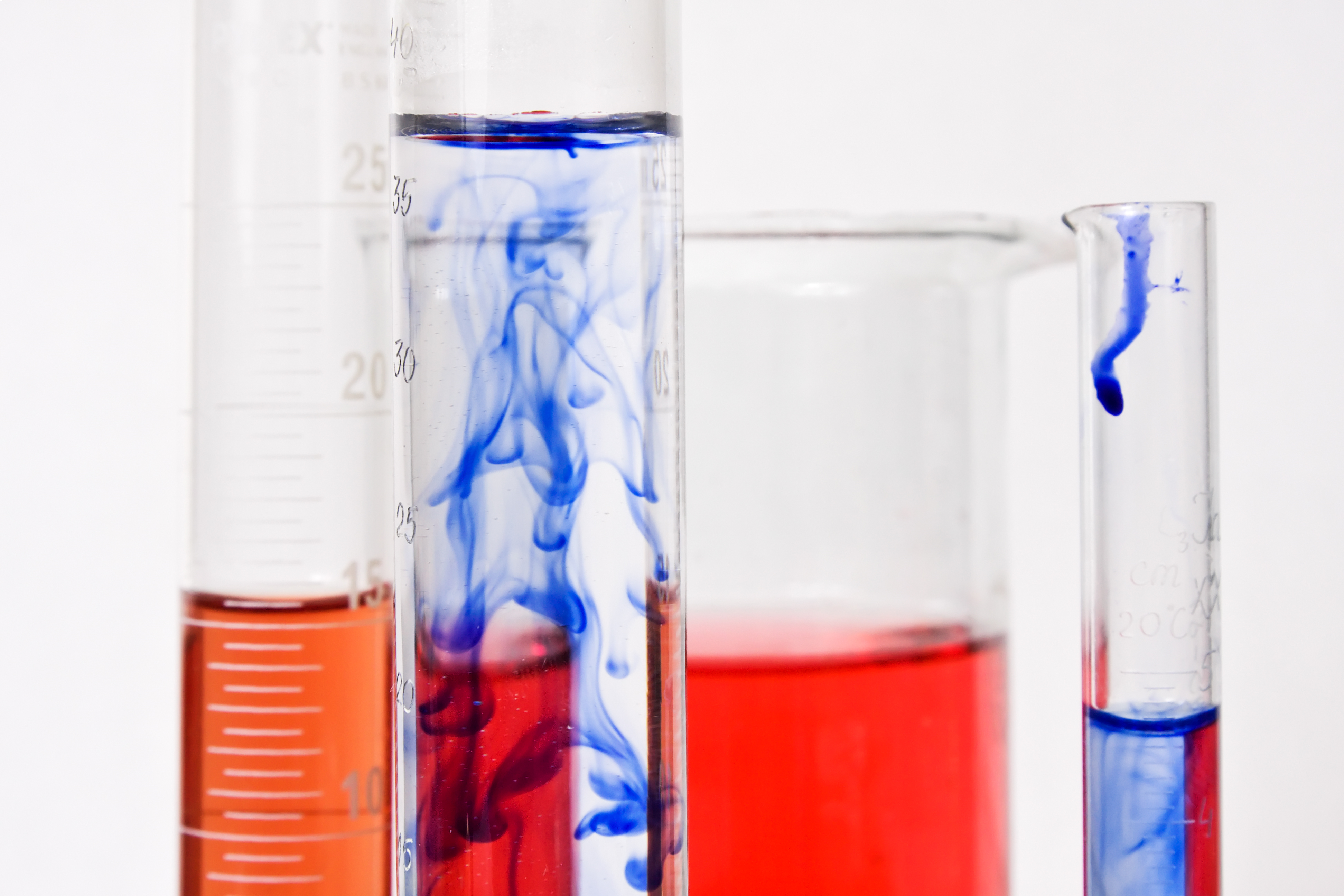
裝有化學品的量筒和燒杯

濕化學（英語：Wet chemistry）屬於分析化学，是用傳統方式（例如觀察）來分析物質的方式。其名稱「濕化學」是因為大部份的分析工作都是在液態下進行。許多濕化學的實驗都是在實驗室的實驗桌上進行。

## 器材
濕化學會使用实验室玻璃器皿（例如量筒和燒杯）以避免分析材料受到其他來源物質的污染或影響。若要加熱蒸發物質，或是去除水份，會使用汽油、本生燈及坩堝。濕化學不會配合先進儀器進行，因為大部份的先進儀器都會自動掃描分析物，並且排除一些使用儀器的量化化學分析。不過濕化學還是會使用一些簡單的儀器，例如用秤來測量物質化學變化前後的重量。許多高中及大學的化學實驗會教授濕化學的實驗方法。

## 歷史
在理論化學及計算化學問世之前，大部份化學領域的發現都是以湿化学為主，因此也稱為古典化學。科學家也在發展技術以提昇濕化學的精度。有些研究是用濕化學無法完成的，後來因此發展了相關的分析儀器，後來演進為分析化學中的仪器分析。現今的品質控制要求要進行大量的湿化学實驗，因此許多方法都已變成自動化及電腦化的分析。

## 方法

### 定性法

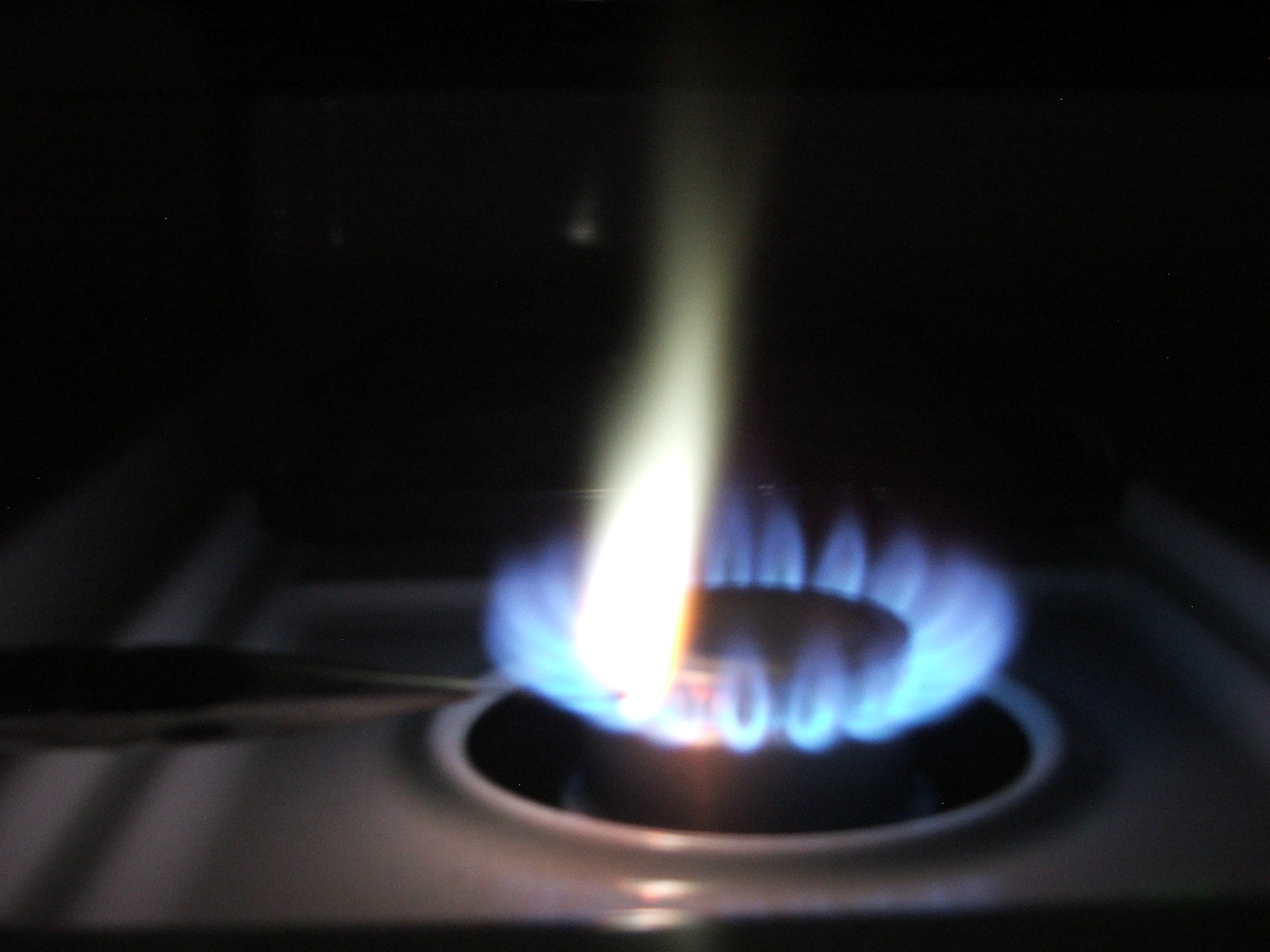
鉛燃燒時會產生亮白色的火熖

定性法是用一些無法量化的資訊，透過資訊變化來偵測變化。這包括顏色、氣味、質地等

#### 化學測試
化學試驗是用試劑來判斷未知溶液中是否有特定的化學物質。若該化學物質存在，試劑會與其產生反應，因此可以得知溶液中有該化學物質。海勒氏試驗即為一例，利用加有強酸的試劑，判斷未知溶液中是否有蛋白質，若是有，測試試管中會出現一段混濁的區域，表示蛋白質正因為酸而变性。溶液的混濁就可以指出溶液中含有蛋白質，此法已用來檢驗人尿液中是否有蛋白質（蛋白尿）。

#### 熖色試驗
熖色試驗是許多人知道的化學試驗，只適用於金屬。當金屬粉末燃燒時，會因為金屬的不同而釋放不同的顏色。例如钙 （Ca）會產生橘色，铜（Cu）會產生藍色。

### 定量法
定量法是用可以量測和量化的資訊來偵測變化，常見的包括體積、濃度、重量的變化等。

#### 重量分析法

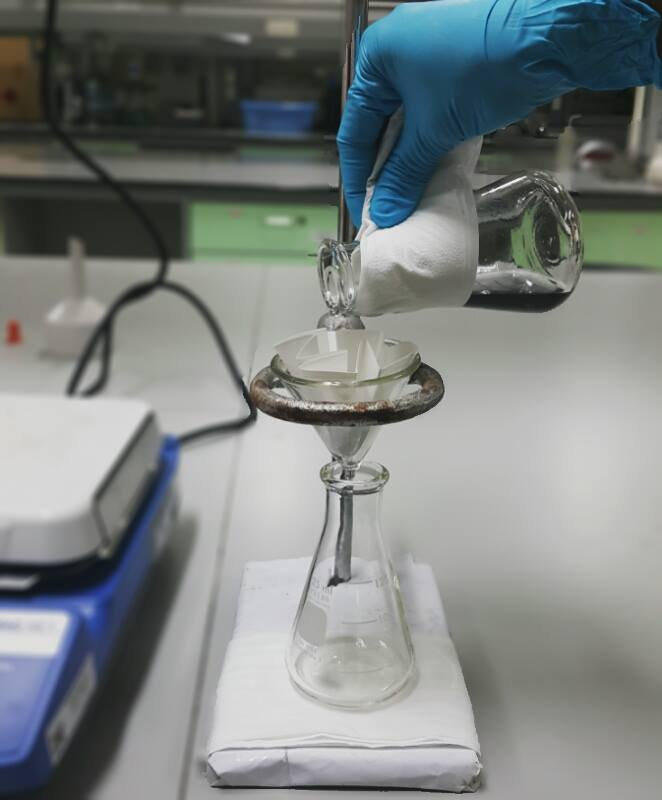
從燒杯裡的溶液中過濾出固體

重量分析法會量測溶液中所沉淀的固體重量，或是溶解固體後的溶液重量。會先記錄反應前的液體重量。若是會產生沉澱的物質，會在溶液中加入試劑，直到不再產生新沉澱為止。之後再將沉淀物乾燥稱重，以確認溶液裡的化學物質濃度。若是會溶解的物質，會過濾液體去除固態物質，或是加熱到所有的液體都蒸發為止。最將完全烤乾，只留下固體，接著稱重確認溶液的濃度。

#### 體積分析法
體積分析也稱為滴定，是用體積量測來確認化學物質的量。會在有已知待測物質，但濃度不確定的溶液中加入已知濃度的試劑，發生變化時試劑的量會和待測物的濃度成正比。因此可以得知待測物質的量。若其化學反應不會有可見的變化，會加入指示劑來識別。例如酸碱指示剂會在溶液的pH值到達一定範圍時變化。顏色變化的點稱為當量點。因為顏色會突然變化，溶液需緩慢加入，而且所有的量測都要非常準確。

## 用途
湿化学的技巧可以用在質化化學分析的量測中，例如顏色的變化（色度學），但主要仍用在量化的化學分析中，例如重量分析法及滴定等。湿化学會用在有關以下特性的測量：
- pH（酸度、鹼度）
- 濃度
- 電導率 (電解質)
- 濁點溫度
- 材料硬度
- 固體或是不溶解的沈澱物
- 鹽度
- 比重
- 密度
- 濁度
- 黏度
- 濕氣

湿化学也用在環境化學的以下測試中：
- 生物化學需氧量（BOD）
- 化學需氧量
- 富營養化
- 塗層識別

湿化学也用在液體試樣〈例如水〉的元素分析中：
- 以化合物氨出現中的氮
- 氯
- 鉻
- 氰氣
- 水中溶氧
- 氟
- 氮
- 硝酸鹽
- 酚
- 磷酸鹽
- 磷
- 二氧化矽
- 硫酸鹽及硫化物

## 延伸閱讀
- Elizabeth K. Wilson. . C&EN.
- Beck, Charles M. II. . Anal. Chem. February 15, 1994, 66 (4): 224A–239A  [2024-09-03]. S2CID 242506938. doi:10.1021/ac00076a718. （原始内容存档于2023-02-15）.

## 外部連結
- Wet Chemistry Lab Photo